# Gustav von Escherich
Gustav von Escherich (* 1. Juni 1849 in Mantua, Lombardei; † 28. Jänner 1935 in Wien) war ein österreichischer Mathematiker.

## Leben
Escherich war der Sohn eines österreichischen k.u.k. Offiziers und wurde in der Festung Mantua geboren. Als die Familie 1862 nach Wien kam, besuchte er dort das Akademische Gymnasium. Hier wurde bereits sein Lehrer August Gernerth, der selbst verbreitete Lehrbücher und Logarithmentafeln erstellte, auf sein Talent aufmerksam.
So studierte er nach der Matura an der Universität Wien Physik und Mathematik. Durch Empfehlung Gernerths bekam Escherich eine Assistentenstelle am Joanneum in Graz, wo er die Arbeit „Die Geometrie auf den Flächen konstanter Krümmung“ schrieb und dort auch promovierte. Vorerst Privatdozent wurde er von 1876 bis 1879 außerordentlicher Professor an der Universität Graz, bevor er zum Ordinarius nach Czernowitz berufen wurde. Dort verfasste er die „Einführung in die analytische Geometrie des Raumes“.
1882 kam er als ordentlicher Professor an die Technische Hochschule in Graz. Sein Nachfolger in Graz wurde Franz Mertens. Von 1884 bis zu seiner Emeritierung 1920 krankheitshalber war Escherich ordentlicher Professor an der Universität Wien, deren Rektor er 1903/04 war.  Sein Nachfolger in Wien war  Hans Hahn.
Escherich war gemeinsam mit Emil Weyr Gründer der „Monatshefte für Mathematik und Physik“, gemeinsam mit Ludwig Boltzmann und Emil Müller Gründer der Österreichischen Mathematischen Gesellschaft, Mitglied der Österreichischen Akademie der Wissenschaften und Obmann der Akademie-Kommission zur Herausgabe der mathematischen Encyklopädie.
Escherich war mit der Komponistin Kitty von Escherich verheiratet. Er wurde am Wiener Zentralfriedhof bestattet.
Gustav von Escherich galt auch als besonderer Freund der Elementarschulen. Die Volksschule Kapellen an der Mürz, wo er ab den 1880er Jahren alljährlich zur Sommerfrische weilte, bedachte er regelmäßig mit hohen Geldspenden.

## Schüler
- Wilhelm Wirtinger
- Alfred Tauber
- Josip Plemelj
- Hans Hahn
- Heinrich Tietze
- Johann Radon
- Leopold Vietoris